# Fuchsia pringsheimii
Fuchsia pringsheimii är en dunörtsväxtart som beskrevs av Ignatz Urban. Fuchsia pringsheimii ingår i släktet fuchsior, och familjen dunörtsväxter. Inga underarter finns listade i Catalogue of Life.